# Diaulula
Diaulula es un género de moluscos nudibranquios de la familia Discodorididae.

## Diversidad
El género Diaulula incluye un total de 13 especies descritas:
- Diaulula alba  (K. White, 1952)
- Diaulula aurila (Ev. & Er. Marcus, 1967)[3]
- Diaulula cerebralis Valdes, 2001
- Diaulula farmersi Valdés, 2004
- Diaulula greeleyi (MacFarland, 1909)
- Diaulula hispida (d'Orbigny, 1837)
- Diaulula hummelincki (Ev. Marcus & Er. Marcus, 1963)
- Diaulula immaculata Valdes, 2001
- Diaulula nivosa Valdés & Bertsch, 2010
- Diaulula phoca (Ev. Marcus & Er. Marcus, 1967)
- Diaulula punctuolata (d'Orbigny, 1837)
- Diaulula sandiegensis (J. G. Cooper, 1863)
- Diaulula variolata (d'Orbigny, 1837)

Especies cuyo nombre ha dejado de ser aceptado por sinonimia:
- Diaulula gigantea  Bergh, 1905: aceptado como Sebadoris nubilosa (Pease, 1871)
- Diaulula nobilis  (MacFarland, 1905)  aceptado como Montereina nobilis MacFarland, 1905